# Otto Frank
Otto Heinrich Frank (Frankfurt, 12 mei 1889 – Bazel, 19 augustus 1980) was een Duitse zakenman. Hij was de vader van Anne Frank en Margot Frank. Otto Frank was het enige lid van het gezin Frank dat de Tweede Wereldoorlog overleefde.

## Levensloop
Otto Frank was een zoon van Michael Frank (1851-1909) en Alice Betty Stern (1865-1953). Zijn vader was een succesvol zakenman en eigenaar van de Michael Frank Bank in Frankfurt. Frank groeide op in een liberaal Joods middenklassegezin en was de tweede van vier kinderen (Robert, Otto, Herbert, Helene). Frank zat op muziekles, reed paard en ging met het gezin regelmatig naar het theater en de opera. Na zijn eindexamen in 1908 studeerde hij economie aan de universiteit van Heidelberg, maar hij brak die studie na een paar maanden af. Hij werkte een jaar bij een bank en kreeg via een studievriend een kans om stage te lopen in het warenhuis Macy's in New York. Begin september 1909 vertrok hij, maar keerde kort na aankomst terug vanwege het overlijden van zijn vader.
Spoedig daarna vertrok Frank opnieuw en bleef twee jaar in de Verenigde Staten. Eerst werkte hij een jaar bij Macy's, daarna bij een bank. In de herfst van 1911 keerde hij terug naar Duitsland waar hij eerst in dienst trad bij een firma in Düsseldorf die raamkozijnen maakte. Daarna stapte hij over naar een bedrijf dat hoefijzers voor het Duitse leger produceerde.
In de Eerste Wereldoorlog diende Frank als luitenant in het Duitse leger. Voor zijn militaire verdiensten ontving hij het IJzeren Kruis.
Op zesendertigjarige leeftijd trouwde hij in 1925 met de elf jaar jongere Edith Holländer in de synagoge van Aken. Het echtpaar vestigde zich in Frankfurt en woonde eerst in bij Frank's moeder, voordat het een ruim appartement huurde aan de Marbachweg. Ze kregen twee dochters: Margot (1926) en Anne (1929).
Frank en zijn echtgenote waren gealarmeerd toen in de zomer van 1932 groepen van de Sturmabteilung, getooid met hakenkruisen, door de straten van Frankfurt marcheerden. Luidkeels zongen ze: "Als het Jodenbloed van het mes af spat, dan gaat het eens zo goed." De Nationaalsocialistische Duitse Arbeiderspartij (NSDAP) van Adolf Hitler was de grootste partij van Duitsland en behaalde bij de verkiezingen van juli 1932 ruim 37% van de stemmen. Eind januari 1933 kwam Hitler in Duitsland aan de macht. Hierop besloot het echtpaar Frank nazi-Duitsland te verlaten.

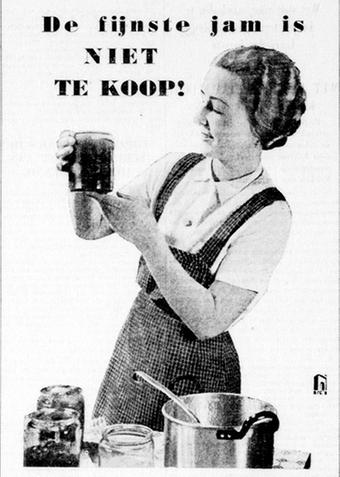
Reclame voor Opekta

### Amsterdam
In juli 1933, een half jaar nadat Adolf Hitler in Duitsland aan de macht gekomen was, vluchtte Frank naar Nederland om te ontkomen aan het toenemende antisemitisme in nazi-Duitsland. Dat het door de economische crisis slecht ging met de bank van de familie Frank was een extra motief. In Amsterdam richtte Frank met behulp van zijn zwager Erich Elias de N.V. Nederlandsche Opekta Mij. op, een filiaal van het in 1928 in Keulen gestichte moederbedrijf Opekta GmbH. Het bedrijf verkocht pectine, waarmee huisvrouwen gemakkelijk thuis jam konden maken. Eind december kwamen ook zijn vrouw en dochter Margot naar Amsterdam, Anne volgde in februari 1934. Het gezin woonde aan het Merwedeplein 37-II in Amsterdam. Deze woning lag in een nieuwbouwwijk aan de zuidkant van de stad, waar zich ook veel andere Duits-Joodse vluchtelingen vestigden. Frank bouwde een klein team van medewerkers op dat onder meer bestond uit Johannes Kleiman, Victor Kugler, Miep Gies en Bep Voskuijl, die op kantoor werkten en Beps vader, Johannes Voskuijl, die in het magazijn van het bedrijf werkte.
Omdat de verkoop van Opekta seizoensgebonden was, ondernam Frank andere initiatieven. In 1937 reisde hij vaak naar Engeland om daar een bedrijf over te nemen, maar dat liep op niets uit. Een jaar later startte hij een tweede onderneming in kruiden en specerijen, Pectacon genaamd, samen met een eveneens uit Duitsland gevluchte zakenpartner: Hermann van Pels. Opekta en Pectacon verhuisden begin 1940 van de Singel naar de Prinsengracht 263.
Frank onderhield vanuit Amsterdam contacten met zijn familie in Zwitserland en zijn schoonfamilie in Duitsland. Verschillende keren ging hij met zijn dochters naar Bazel en Sils-Maria in Zwitserland, terwijl zijn echtgenote Edith haar moeder en broers in het Duitse Aken bezocht. Frank hield de ontwikkelingen in nazi-Duitsland nauwlettend in de gaten. Net als Edith maakte hij zich grote zorgen, maar liet daarvan niets merken aan zijn dochters.
Nadat in de nacht van 9 op 10 november 1938 in Duitsland de Kristallnacht had plaatsgevonden, een door de nazi's georganiseerde pogrom, wisten twee van Franks zwagers uiteindelijk naar de Verenigde Staten te ontkomen, terwijl zijn schoonmoeder Rosa Holländer zich in maart 1939 bij de familie Frank op het Merwedeplein voegde. Ze overleed begin 1942 in Amsterdam.
Tot de Duitse inval op 10 mei 1940 was Amsterdam voor de familie Frank een veilig toevluchtsoord. Vanwege de dreiging die uitging van nazi-Duitsland probeerde Frank vanaf 1938 met zijn gezin naar Cuba of de Verenigde Staten te ontkomen, maar al zijn pogingen mislukten. Net als in Duitsland volgde in bezet Nederland de een na de andere anti-Joodse maatregel. Om te voorkomen dat zijn bedrijf in Duitse handen viel namen enkele niet-Joodse collega's het op papier over. Op 11 juni 1941 vond er een grote razzia plaats in Amsterdam-Zuid, onder meer op het Merwedeplein, waar de familie Frank woonde. Frank was erg aangeslagen, omdat zich onder de gearresteerde jongens en mannen een aantal vrienden en buren bevond.
Stapje voor stapje werden Joden uit het openbare leven verbannen. Op 25 november 1941 werd de familie Frank de Duitse identiteit ontnomen. De Nederlandse identiteit werd hen geweigerd waardoor ze staatloos werden. Vanaf 1 mei 1942 moest Frank, net als alle andere Joden in Nederland, een gele ster dragen. Samen met Edith probeerde Frank er, ondanks de moeilijke omstandigheden, het beste van te maken. Voor zijn dochters werden op het Merwedeplein verjaardagsfeestjes en filmmiddagen georganiseerd.

### Onderduik en deportatie
In de eerste maanden van 1942 begon Frank met behulp van een aantal personeelsleden met het inrichten van een schuilplaats in het achterhuis van zijn bedrijfspand aan de Prinsengracht. Nadat zijn zestienjarige dochter Margot op 5 juli 1942 als enige van het gezin een oproep voor 'tewerkstelling' in Duitsland had gekregen, besloot Frank de volgende ochtend direct met zijn familie onder te duiken. Op 6 juli 1942 vertrokken de Franks naar het Achterhuis, het achterste gedeelte van het bedrijfspand van Opekta aan de Prinsengracht 263 in Amsterdam. Later voegden de familie Van Pels en Fritz Pfeffer zich bij hen, bekenden van de familie Frank die als Duitse Joden ook hun vaderland waren ontvlucht.
Op 4 augustus 1944, na 25 maanden onderduiken, werd het gezin (vermoedelijk) verraden en samen met de vier andere onderduikers uit het Achterhuis via het doorgangskamp Westerbork in Drenthe op transport gezet naar het concentratie- en vernietigingskamp Auschwitz. Op het perron werd Frank gescheiden van zijn familie. 
Franks echtgenote Edith stierf verzwakt en uitgeput in een ziekenbarak van Auschwitz-Birkenau op 6 januari 1945, zijn beide dochters overleden in februari 1945 in het concentratiekamp Bergen-Belsen aan de gevolgen van vlektyfus. Hijzelf lag volledig verzwakt en zeer ziek in de ziekenbarak toen Auschwitz op 27 januari 1945 bevrijd werd door de Russen. Frank keerde via de havensteden Odessa en Marseille op 3 juni 1945 terug in Amsterdam. Hij was de enige van de acht onderduikers uit het achterhuis die de Holocaust overleefde.

### Na de oorlog
Terug in Amsterdam kreeg Frank uit handen van Miep Gies de dagboeken van Anne, toen duidelijk werd dat zij overleden was. Gies en helpster Bep Voskuijl hadden de schriften en losse bladen na de arrestatie in veiligheid gebracht. Nadat Frank de dagboekpapieren gelezen had en er met vrienden over gesproken had, besloot hij het te laten uitgeven als boek onder de titel Het Achterhuis. Deze titel had Anne zelf gekozen. Otto Frank baseerde zich hierbij voornamelijk op de versie van het dagboek die Anne had herschreven voor publicatie. Een aantal passages waarin Anne negatief over haar moeder schreef en waarin ze het onderwerp seksualiteit aanroerde, werd geschrapt. Ook voegde hij passages toe die Anne zelf in haar herschreven versie had weggelaten. Het Achterhuis verscheen op 25 juni 1947. Na de publicatie van het dagboek van zijn dochter heeft Frank zich tot zijn dood beziggehouden met het corresponderen met de lezers van het boek. Deze correspondentie bevindt zich tegenwoordig in de collectie van de Anne Frank Stichting in Amsterdam.
Frank weigerde na de oorlog de Duitse nationaliteit aan te nemen en werd in 1949 Nederlands staatsburger. In 1953 hertrouwde hij met de weduwe Elfriede Geiringer (1905-1998). De Geiringers waren buren van de familie Frank in Amsterdam. Elfriede Geiringer en haar dochter Eva overleefden het kamp, maar haar man Erich Geiringer en zijn zoon Heinz kwamen er om. Elfriede en Frank ontmoetten elkaar weer na hun bevrijding uit Auschwitz. In 1953 trouwden zij, nadat ze een jaar eerder naar Bazel waren verhuisd, waar zij de rest van hun leven woonden.
In januari 1963 richtte hij het Anne Frank Fonds op. Deze in Bazel gevestigde stichting vertegenwoordigt de familie Frank en beheert de auteursrechten van de geschriften van Anne Frank. Samen met uitgevers houdt het fonds zich bezig met de uitgaven van het dagboek van Anne Frank. Met de opbrengsten ondersteunt het wereldwijd projecten, met name op het gebied van mensenrechten.
Otto Frank overleed op 19 augustus 1980, op 91-jarige leeftijd. Hij werd gecremeerd en zijn as werd begraven op het kerkhof van Birsfelden in Basel-Landschaft. Hij had het Anne Frank Fonds bestemd als zijn enige erfgenaam.